# Kevin Melgar
Kevin Melgar Cardenas (Panama, 19 novembre 1992) è un calciatore panamense, portiere del Santa Gema.

## Carriera

### Club
Comincia a giocare all'Alianza Panama. Nel 2014 si trasferisce al Tauro. Nel gennaio 2016 passa all'Atlético Chiriquí. Nell'estate 2016 viene acquistato dal Santa Gema.

### Nazionale
Debutta in Nazionale il 18 gennaio 2011, in Panama-El Salvador (2-0). Ha collezionato in totale, con la maglia della Nazionale, 3 presenze.

## Statistiche

### Cronologia presenze e reti in nazionale
| Cronologia completa delle presenze e delle reti in nazionale ― Panama | Cronologia completa delle presenze e delle reti in nazionale ― Panama | Cronologia completa delle presenze e delle reti in nazionale ― Panama | Cronologia completa delle presenze e delle reti in nazionale ― Panama | Cronologia completa delle presenze e delle reti in nazionale ― Panama | Cronologia completa delle presenze e delle reti in nazionale ― Panama | Cronologia completa delle presenze e delle reti in nazionale ― Panama | Cronologia completa delle presenze e delle reti in nazionale ― Panama |
| Data                                                                  | Città                                                                 | In casa                                                               | Risultato                                                             | Ospiti                                                                | Competizione                                                          | Reti                                                                  | Note                                                                  |
| --------------------------------------------------------------------- | --------------------------------------------------------------------- | --------------------------------------------------------------------- | --------------------------------------------------------------------- | --------------------------------------------------------------------- | --------------------------------------------------------------------- | --------------------------------------------------------------------- | --------------------------------------------------------------------- |
| 18-1-2011                                                             | Panama                                                                | Panama                                                                | 2 – 0                                                                 | El Salvador                                                           | Qual. Gold Cup 2011                                                   | -                                                                     |                                                                       |
| 15-11-2011                                                            | Panama                                                                | Panama                                                                | 3 – 0                                                                 | Dominica                                                              | Qual. Mondiali 2014                                                   | -                                                                     |                                                                       |
| 11-1-2013                                                             | Panama                                                                | Panama                                                                | 3 – 0                                                                 | Guatemala                                                             | Amichevole                                                            | -                                                                     |                                                                       |
| Totale                                                                |                                                                       | Presenze                                                              | 3                                                                     |                                                                       | Reti                                                                  | -0                                                                    |                                                                       |